# Diagrama de Penrose-Carter

Diagrama de Penrose de un espacio-tiempo de Minkowski infinito. Elimina dos dimensiones espaciales y concentra en una región finita (en este caso con forma de diamante) el resto mediante el efecto de una transformación conforme.

En física teórica, al tratar de representar pictóricamente un espacio-tiempo surgen dos problemas:
- el espacio-tiempo es una variedad de dimensión 4. Podemos obviar esto usando las simetrías del mismo, en caso de tenerlas, y representar una subvariedad de dimensión 2. Por ejemplo, para un espacio-tiempo esféricamente simétrico todos los puntos de una 2-esfera son equivalentes y se pueden representar por un solo punto de un diagrama.
- las coordenadas del mismo se extienden hasta infinito. Esto puede solventarse sustituyendo el espaciotiempo físico por un espaciotiempo no físico (nuestro diagrama) conforme con el primero.

Ambos problemas quedan solventados con los diagramas conocidos como diagramas conformes, diagramas de Penrose-Carter o simplemente diagramas de Penrose, diagramas bidimensionales que conservan la información sobre las relaciones causales entre diversos puntos del espacio-tiempo y permiten representar regiones infinitas en diagramas finitos. Para ello, sacrifican información sobre las distancias entre puntos. La métrica de los diagramas de Penrose-Carter es conformemente equivalente con una restricción bidimensional de la métrica real del espacio-tiempo que representan. El factor conforme es elegido de modo que todo el espacio-tiempo se proyecte en un diagrama de dimensiones finitas. La frontera de la nueva figura no formará parte del espaciotiempo original, pero permitirá estudiar sus propiedades asintóticas y sus singularidades.
Llamado así en homenaje al físico matemático Roger Penrose, por usarlos por vez primera en 1962 y a su colega Brandon Carter, que los sistematizó en 1966, un diagrama de Penrose-Carter comparte varias características con el espacio-tiempo de Minkowski: las líneas oblicuas a 45° corresponden a trayectorias luminosas, la dimensión vertical representa una coordenada temporal y la horizontal a las dimensiones espaciales. 

## Ejemplos

### Espacio de Minkowski
Para representar el diagrama conforme de un espacio de Minkowski, podemos pensar en la expresión de su métrica plana en coordenadas esféricas, y restringirnos a la subvariedad cubierta por las coordenadas r y t. Estas coordenadas abarcan un rango infinito. Un primer intento de conseguir que cubran un rango finito sería usar las nuevas coordenadas {\displaystyle T=\arctan(t)} y {\displaystyle r=\arctan(r)}. Pero esto no conseguiría mantener los conos de luz de nuestro diagrama a 45°. Para conseguirlo, se realiza un triple cambio de coordenadas: 
- En primer lugar, el cambio a las coordenadas nulas {\displaystyle u=t-r}, {\displaystyle v=t+r}.
- Sobre ellas, efectuamos el cambio {\displaystyle U=\arctan(u)}, {\displaystyle V=\arctan(v)}.
- Finalmente, volvemos a coordenadas {\displaystyle T=U+V}, {\displaystyle R=V-U}.

La métrica en estas coordenadas queda expresada por:

{\displaystyle ds^{2}={\frac {1}{\omega (T,R)^{2}}}(-dT^{2}+dR^{2}+\operatorname {sen} ^{2}(R)d\Omega ^{2})}

donde
{\displaystyle \omega =\cos {T}+\cos {R}\,}.
En lugar de esta métrica, que llamaremos {\displaystyle g_{0}}, en el diagrama de Penrose representaremos la métrica conforme {\displaystyle \omega ^{2}g_{0}}.  Como las coordenadas abarcan los rangos: {\displaystyle -\pi <R+T<\pi \,,;-\pi <R-T<\pi }, el diagrama tendrá forma de diamante (o de triángulo si se añade la condición de que R sea positivo).

### Espacio de Schwarzschild

Diagrama de Penrose de un espacio-tiempo de Schwarzschild. El eje horizontal representa la coordenada espacial v, y el vertical la coordenada temporal u (no deben confundirse con las coordenadas nulas del espacio de Minkowski).

La figura muestra la representación de un espacio de Schwarzschild correspondiente a un agujero negro estático (sin rotación). La coordenada vertical llamada « u » es la temporal, mientras que la coordenada horizontal « v » es espacial. El diagrama de Penrose es conforme, es decir que las geodésicas de género nulo (líneas de luz) corresponden a las media-primera y segunda bisectrices « altas ».
De este sistema de coordenadas derivado del de Kruskal se tiene:

{\displaystyle ds^{2}={\frac {32M^{3}}{r}}{\frac {e^{-{\frac {r}{2M}}}(-du^{2}+dv^{2})}{4\cos ^{2}{\frac {1}{2}}(u+v)\cos ^{2}{\frac {1}{2}}(u-v)}}+r^{2}(d\theta ^{2}+\sin ^{2}\theta d\phi ^{2})}

El diagrama hecho entonces por abstracción de dos coordenadas esféricas {\displaystyle \theta } y {\displaystyle \phi }. Los conos de luz delimitados por las geodésicas nulas (ds² = 0) correspondiente a du² = dv², entonces {u = v} ou {u = -v}, es decir, las bisectrices primera y segunda.
Partiendo de la izquierda, dos rectas (primera y segunda bisectrices) divergen : la recta de abajo , llamada I-, representa « lo infinito del pasado », de esta provienen todos los móviles desde lo infinitamente lejano ; la recta de arriba, I+, corresponde al « infinito del futuro », y representa el lugar hacia donde se dirigen todos los móviles que se distancia luego de un agujero negro. Las dos rectas horizontales y paralelas representan la singularidad (en el pasaje del pasado al futuro), situado en r = 0. este diagrama es simétrico por relación con la vertical. En línea discontinua está representado el horizonte de un agujero negro ubicado (en unidades convencionales) en r = 2M.